# Železniční nehoda u Ufy
Železniční nehoda v traťovém úseku Aša – Ulu-Těljak je nejtragičtější železniční katastrofou v dějinách Ruska a SSSR. Došlo k ní v neděli 4. června (v sobotu 3. června moskevského času) roku 1989 v Iglinském okrese autonomní sovětské republiky Baškortostán, 11 km od města Aša v Čeljabinské oblasti v traťovém úseku Aša – Ulu-Těljak. V okamžiku míjení dvou dálkových rychlíků č. 211 „Novosibirsk – Adler“ a č. 212 „Adler – Novosibirsk“ došlo v důsledku poškození na blízkém plynovodu Sibiř-Ural-Volga k silnému výbuchu směsi lehkých uhlovodíků. Zahynulo 575 lidí (podle jiných zdrojů 645), z toho 181 dětí, dalších více než 600 cestujících bylo zraněno. Tragédií byli zasaženi obyvatelé 45 oblastí RSFSR. Přesně rok před tímto neštěstím došlo 4. června 1988 u města Arzamas k další závažné nehodě – náhodnému výbuchu přepravovaného hexogenu.

## Průběh nehody
V potrubí plynovodu Západní Sibiř – Ural – Povolží (Jižní Balyk – Minibajevo), přepravujícím různé frakce lehkých uhlovodíků (zkapalněný plyn), se vytvořila úzká, ale asi 1,7 m dlouhá netěsnost. V důsledku úniku plynu se po promísení se vzduchem začala utvářet výbušná směs a ve spojení se specifickými meteorologickými podmínkami se výbušná směs zkoncentrovala v údolí. Ve vzdálenosti 900 metrů od plynovodu procházela Transsibiřská železnice, traťový úsek Ulu-Těljak – Aša Kujbyševské dráhy, staničení 1710. km, 11 km od žst. Aša, na území Iglinského okresu autonomní republiky Baškortostán.
Přibližně tři hodiny před nehodou manometry ukázaly pokles tlaku v potrubí plynovodu. Namísto hledání úniku však obsluha pouze zvýšila objem procházejícího plynu, aby obnovila tlak. V důsledku těchto úkonů značné množství propanu, butanu a dalších hořlavých uhlovodíků tryskalo téměř dvoumetrovou trhlinou v potrubí do okolního prostředí, takže v údolí začalo vznikat (neviditelné) „plynové jezero“.
Strojvedoucí projíždějících vlaků správně informovali výpravčí, že v úseku je silná koncentrace plynu (zřejmě v důsledku citelného zápachu benzínové frakce, protože zemní plyn je sám o sobě bez zápachu). I přes výzvy však nebyla přijata žádná opatření.
Dne 4. června 1989 v 01:15 místního času (3. června v 23:15 moskevského času) při míjení dvou dálkových rychlíků v úseku mezi zastávkami Strážní domek 1708. km (u samoty Lemeza) a Strážní domek 1712. km (samota Rassvět) proběhl mohutný výbuch plynu s následným velmi rozsáhlým požárem. Předmětem dosud nevyjasněných spekulací je zdroj jiskry, která iniciovala explozi. Nejčastěji se mluví o nedopalku cigarety vyhozené z okna některým ze strojvedoucích nebo cestujících (ačkoliv nad ránem zřejmě většina cestujících spala). Současně mohla detonaci spustit i jiskra od špalíků brzd, nebo zajiskření sběrače jedné z lokomotiv. V souvislosti s vypjatou politickou situací v tehdejším SSSR se mluvilo i o možné sabotáži zahraničních tajných služeb, tato verze však není ničím podložena.
Nešťastnou shodou okolností se v okamžiku exploze úsekem pohybovaly oba vlaky současně a to v důsledku nepatrného zpoždění obou z nich. Naproti tomu rychlík 212 před místem nehody předjel nákladní vlak přepravující hořlaviny, který by už tak vážné následky nehody ještě zhoršil.
Právě strojvedoucí předjetého nákladního vlaku, který následně pokračoval v jízdě několik oddílů za rychlíkem jako první oznámil výpravčímu žst. Ulu-Těljak, že před jeho vlakem došlo k nespecifikovanému výbuchu (lokomotivní četa nákladního vlaku zaznamenala jen ohnivou kouli a tlakovou vlnu, která rozbila u lokomotivy okna). V tu dobu zastavil nákladní vlak asi 3–4 km od místa nehody. Výpravčí stanice Ulu-Těljak, Valentina Jurtajevová si ověřila, že s oběma rychlíky se nelze spojit, vyhlásila nehodový stav a uvědomila záchranné složky. V poměrně odlehlé části Sibiře nad nedělním ránem se v dosahu však nacházely pouze dvě sanitky záchranné služby, jimž zásah dále komplikovala nepřístupnost místa nehody. Lokomotiva nákladního vlaku jedoucího za rychlíkem 212 se po odpojení od zbytku soupravy stala jediným prostředkem pro přepravu zraněných z místa nehody, tedy alespoň těch, kteří byli schopni se dostat na stanoviště lokomotivy a to až do příjezdu záchranných složek schopných propracovat se náročným terénem k místu nehody. Dle výpovědi strojvedoucího vlaku 212 byl enormní zápach plynu cítit již 2,5 km do místa nehody.
Ve vlacích č. 211 „Novosibirsk – Adler“ (20 vozů, lokomotiva VL10–901) a č. 212 „Adler – Novosibirsk“ (18 vozů, lokomotiva ČS2–689) se současně nacházelo 1284 cestujících (včetně 383 dětí) a 86 členů vlakových a lokomotivních čet. V důsledku tlakové vlny bylo bezprostředně po explozi vykolejeno 11 vozů, pět z nich bylo zcela zničeno. Zbývajících 27 vozů bylo velmi výrazně ohořelých zvenku i uvnitř. Podle oficiálních údajů zahynulo 575 osob (podle dalších údajů 645), z toho devět hokejistů juniorského týmu „Traktor-73“; 623 cestujících zůstalo s trvalými následky, v důsledku těžkých popálenin a dalších zranění. Při havárii zahynulo 181 dětí, čemuž přispěla i skutečnost, že k vlaku 211 bylo na poslední chvíli připojeno několik posilových vozů k přepravě dětí mířících na prázdniny a dětské tábory.

## Charakteristika výbuchu
Exploze velkého množství rozptýleného plynu měla charakter objemového výbuchu. Účinky výbuchu byly odhadnuty asi na 250–300 tun ekvivalentu TNT. Podle jiných odhadů dosáhla exploze až hodnoty 1200 tun ekvivalentu TNT, což je srovnatelné s účinky menší jaderné bomby (ta v Hirošimě dosáhla ekvivalentu 16 000 tun TNT).
Lidské oběti zahynuly v počtu 258 osob na místě, 317 lidí zemřelo v nemocnicích, 623 lidí se zranilo, zejména popáleninami různých stupňů závažnosti a četnými amputacemi končetin.
Masivní exploze měla nesmírné účinky v místě exploze, ale i v poměrně velké vzdálenosti od epicentra: 10 km vzdálené město Aša zaznamenala množství rozbitých oken domů, masa vyvržených plamenů byla viditelná až na vzdálenost 100 km. Účinky na místě havárie byly zcela devastující – poničeno bylo 350 metrů železniční tratě, v důsledku tlakové vlny a požáru bylo zničeno 250 ha lesa.
Škody na vlacích a trati byly následující – 5 vozů a obě lokomotivy byly zcela zničeny, 26 železniční vozů ohořelo. Zdevastováno bylo 250 metrů železničního svršku v obou kolejích, 3 km trakčního vedení, 1,7 km obvodů autoblokového zabezpečovacího zařízení atd. Teplota v místě výbuchu krátkodobě vyrostla do hladiny 1000 °C.

## Likvidace následků havárie
Prvotní pomoc po havárii probíhala poměrně dlouhou dobu jen za pomoci méně zraněných účastníků. Část z nich byla schopna se dostat do nejbližších osad a vesnic chůzí. Zde se o postižené postarali obyvatelé osady Krasnyj Voschod, vesnice Ulu-Těljak a města Aša. Po zahájení záchranných akcí se na místo havárie vypravily záchranářské jednotky z měst Aša, Zlatoust, Ufa, Čeljabinsk, a dále armáda, mimo jiné s vrtulníky Mi-2, Mi-8. Vážně zraněné odvážely z města Aša letouny An-2. Do přepravy vážně popálených pacientů se zapojily nemocnice z Ufy, Čeljabinska, Kujbyševa, Kazaně, Jekatěrinburgu, Novosibirsku, Barnaulu a Moskvy. Přeprava byla realizována po silnici, železnici, i letecky. Někteří postižení dostali odbornou lékařskou a rehabilitační péči i v zahraničí. Obecně se daná situace považuje za největší zásah u popálených pacientů v historii novodobého Ruska.

## Varianty příčiny havárie
Oficiální verze hovoří o tom, že plášť produktovodu byl porušen lopatou rypadla při stavbě plynovodu v říjnu roku 1985, tedy 4 roky před havárií. Únik plynu se začal intenzivně projevovat 40 minut před explozí.
Další probíranou verzí je možnost oslabení pláště plynovodu korozí, kterou mohly vyvolat bludné proudy elektrifikované železniční tratě (ačkoliv se místo úniku našlo 900 m od železniční tratě, lze tuto teorii přesto uvažovat, protože mechanismus bludných proudů, obzvlášť v případě chybějících propojek izolovaných styků kolejnic, může u stejnosměrné napájecí soustavy těchto vzdáleností dosahovat). Tato koroze mohla vyvolat trhlinu ve struktuře plynovodu, která se nadále (za podpory tepelné roztažnosti) šířila až vznikl popisovaný, pro plyn prostupný lom. Tuto teorii živilo i zjištěné pochybení v nevhodně umístěném plynovodu, který byl až do poslední chvíle projektován jako ropovod. Použito bylo vedení o nevyhovujícím průměru 720 mm (současná norma umožňuje maximální průměr 400 mm).